# Szkoła uwodzenia Czesława M.
Szkoła uwodzenia Czesława M. – polski film komediowy z 2016 roku w reżyserii Aleksandra Dembskiego z Czesławem Mozilem w roli głównej.
Film realizowany był w Świnoujściu i Warszawie.

## Obsada
- Czesław Mozil – gra samego siebie
- Anna Smołowik – aktorka Anna, partnerka Czesława
- Sławomir Pacek – stoczniowiec Zygmunt
- Jakub Kamieński – stoczniowiec Adam, kolega Zygmunta
- Lucyna Malec – fryzjerka Irena, żona Zygmunta
- Grzegorz Heromiński – fryzjer Silvano
- Sebastian Stankiewicz – producent
- Kinga Ciesielska – kasjerka w banku
- Krzysztof Materna – w roli samego siebie

Źródło: Filmpolski.pl.

## Soundtrack
1. Babę zesłał Bóg – Czesław Mozil 02:03
2. Zanim pójdę – Czesław Mozil 03:01
3. W piwnicznej izbie 1 – Czesław Mozil 00:47
4. Krakowiaczek jeden – Zdrowy Band pod batutą Pawła Stefana 01:39
5. Oczarowanie – Grzegorz Heromiński 03:53
6. Depresja – Anna Smołowik, Czesław Mozil 03:33
7. W piwnicznej izbie 2 – Czesław Mozil 00:46
8. Lubię mówić z Tobą – Czesław Mozil 03:15
9. Wszystko czego dziś chcę – Ania Rusowicz 03:52
10. Nie idź wietrze spać – Mirek Kowalewski, Dominika Żukowska 03:24
11. W piwnicznej izbie 3 – Czesław Mozil 00:54
12. Wymyśliłem Ciebie – Agata Pruchniewska, Kuba Kamiński, Czesław Mozil 03:28
13. Motylem jestem – Czesław Mozil 02:33[2].
Smutny bonus:
14. Trzeba mieć specjalną skrzynię – Artur Andrus, Czesław Mozil 03:33

Źródło.